# مایا بوشکوویچ-استالی
مایا بوشکوویچ-استالی (زاده ۹ نوامبر ۱۹۲۲ – درگذشته ۱۴ اوت ۲۰۱۲) اسلاوشناس و فولکلوریست، مورخ ادبی، نویسنده، ناشر و استاد دانشگاه اهل کرواسی بود که به دلیل تحقیقات گسترده‌اش در زمینه ادبیات شفاهی کرواسی شناخته شد.

## پیشینه
بوشکوویچ-استالی در اوسییک در خانواده‌ای یهودی متشکل از دراگوتین و ایوانکا بوشکوویچ به دنیا آمد. در حین تحصیل در دبیرستان به اتحادیه جوانان کمونیست یوگسلاوی (اس‌کی‌اوجی) پیوست. در سال ۱۹۴۳، پس از حمله متفقین به ایتالیا و آتش‌بس کاسیبیله، او و اعضای خانواده‌اش در اردوگاه کار اجباری واقع در جزیره رب (جزیره‌ای در شمال منطقه دالماسی در کرواسی در دریای آدریاتیک) زندانی شدند.
مایا پس از فرار از اردوگاه به پارتیزان‌های یوگسلاوی پیوست. بسیاری از اعضای خانواده او، از جمله والدین و خواهرش مگدا، در جریان هولوکاست جان باختند.

## آموزش و تحصیلات
بوشکوویچ-استالی مدرسه ابتدایی و متوسطه را در زاگرب به پایان رساند. او از دانشکده فلسفه در زاگرب فارغ‌التحصیل شد و در سن ۳۹ سالگی دکترای خود را در سال ۱۹۶۱ دریافت کرد. او در بسیاری از کنفرانس‌ها و سمپوزیوم‌های ملی و بین‌المللی از جمله مرکز بین دانشگاهی در دوبروونیک شرکت کرد. وی همچنین سال‌ها سردبیر و سپس عضو دائمی هیئت تحریریه مجله نارودنا امجت نیوز بود. او همچنین به عضویت دائمی آکادمی علوم و هنر کرواسی پذیرفته شد و از سال ۱۹۵۲ تا زمان بازنشستگی خود در سال ۱۹۷۹، در مؤسسه تحقیقات قوم‌شناسی و فولکلور در زاگرب کار کرد. وی از سال ۱۹۶۳ تا ۱۹۷۳ ریاست این مؤسسه را بر عهده داشت.
حدود بیست کتاب و مقالات متعدد در مجلات دانشگاهی ملی و بین‌المللی از او به جا مانده‌است. او جوایز متعددی را برای کارهای تحقیقاتی خود شامل: در سال ۱۹۷۵ جایزه سالانه، در سال ۱۹۹۰ جایزه یک عمر دستاورد کرواسی، در سال ۱۹۹۱ جایزه یوهان گوتفرید فون هردر در وین، و در سال ۱۹۹۲ جایزه پیتر سالومون مارینو در پالرمو را دریافت کرده‌است.

## میراث و درگذشت
در اوایل دهه ۱۹۵۰  فعالیت فولکلور مایا بوشکوویچ- استالی با تحقیقات میدانی کامل در زمینه داستان‌سرایی و ادبیات شفاهی،  بیشتر در ایستریا و سپس، در دهه ۱۹۶۰، در سایر نقاط کرواسی آغاز شد: اطراف دارووار و پاکراتس، در بانیا، اطراف شیبنیک و درنیکا، کوناوله، دوبرونیک. او ابتدا ادبیات شفاهی را با نوشتن آن جمع‌آوری کرد و سپس آن را روی نوار ضبط کرد. نتیجه این فعالیت او مجموعه ای از ۳۴ دفتر و ۵۹ نوار ضبط شده از داستان‌های معتبر و تقریباً از تمام سرزمین کرواسی است. وی ۲۴۳۳ داستان، ۱۲۵۳ قصیده، ۸۹ ضرب المثل و قول و چند شرح آداب و رسوم را به ثبت رساند. کار فلسفی او نیز به ویژه به عنوان ویراستار دایره‌المعارف ادبی کرواسی قابل توجه است. او با وجود فاجعه خانوادگی و شخصی دوران جنگ، حوادث سیاسی پس از جنگ در یوگسلاوی را با علاقه خاصی دنبال کرد، اما در آن شرکت نکرد. او مشتاقانه به کار خود متعهد بود و تنها از استدلال‌های علمی برای دفاع از ادبیات شفاهی جمع‌آوری شده در کرواسی به عنوان بخشی جدایی ناپذیر از فرهنگ کرواسی و زبان کرواتی استفاده کرد. از نظر او کرواسی بدون شک اولین کشوری بود که چارچوب و تعریف ادبی و علمی به ادبیات شفاهی داد. اگرچه قضاوت‌های او عمدتاً از منابع کرواسی نشأت می‌گیرد. در سال ۲۰۰۵ بوشکوویچ-استالی در میان ۳۵ زن مهم تاریخ کرواسی انتخاب شد. وی در ۱۴ اوت ۲۰۱۲ در زاگرب درگذشت و در گورستان میروگوج به خاک سپرده شد.

## آثار
- داستان‌های عامیانه ایستری، زاگرب ۱۹۵۹
- (پنج قرن ادبیات کرواسی)، زاگرب ۱۹۶۳
- اشعار حماسی عامیانه، ج. ۲ ("پنج قرن ادبیات کرواسی")، زاگرب ۱۹۶۴
- داستان عامیانه در مورد راز حاکم، زاگرب ۱۹۶۷
- ادبیات شفاهی («تاریخ ادبیات کرواسی» ۱، ص ۷–۳۵۳)، زاگرب ۱۹۷۸
- ادبیات شفاهی در آن زمان و اکنون، بلگراد ۱۹۸۳
- شعر شفاهی در افق ادبیات، زاگرب ۱۹۸۴
- طلا دفن شده داستان‌ها، سنت‌ها و افسانه‌های شفاهی کرواسی از ایستریا، پولا - ریژکا ۱۹۸۶
- به پادشاه نورین. داستان‌ها، آهنگ‌ها، معماها و ضرب‌المثل‌ها ۱۹۸۷
- شعر، داستان، فانتزی، زاگرب 1991/Zagreb ۱۹۹۱
- غلات وسط دریا. داستان‌های شفاهی از دالماسیا، ۱۹۹۳
- داستان‌ها و گفتن: قرن‌ها نثر شفاهی کرواتی، زاگرب ۱۹۹۷
- داستان‌ها و سنت‌های شفاهی ("قرن ادبیات کرواسی")، زاگرب ۱۹۹۷
- دربارهٔ سنت شفاهی و دربارهٔ زندگی، زاگرب ۱۹۹۹